# Борис Нейков
Борис Нейков е бивш български футболист, защитник.
Играл е за Шипченски сокол от 1922 до 1937 г. Шампион и носител на купата на страната през 1932, вицешампион през 1931 и 1933, трети през 1929. Капитан на „соколите“. Има 1 мач за „Б“ националния отбор.